# شبه‌جزیره لانگ بیچ

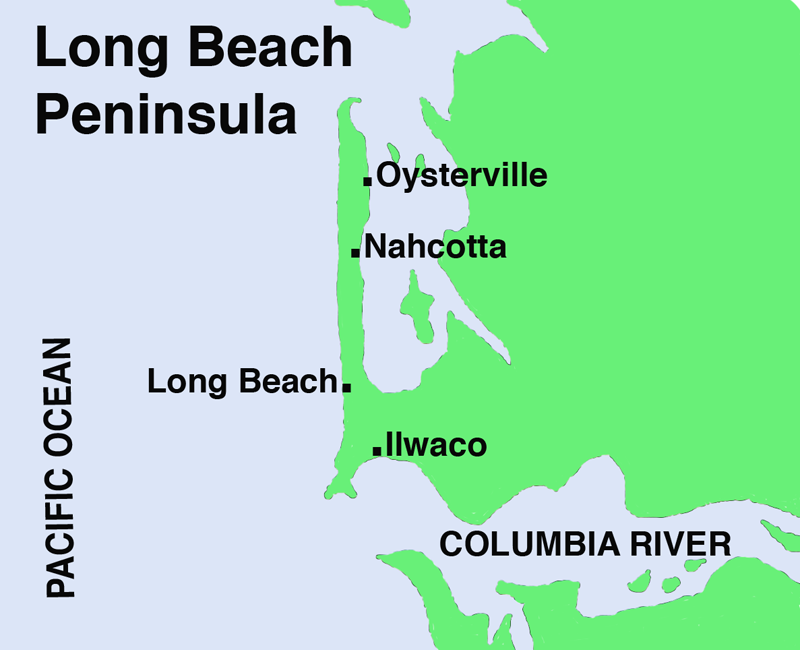
شبه‌جزیرهٔ لانگ بیچ

شبه‌جزیرهٔ لانگ بیچ یک شبه‌جزیره است که در غرب واشینگتن قرار دارد.

## شهرها و شهرک‌ها
- ایواکو
- لانگ بیچ
- ناکوتا
- اوشن پارک
- اویسترویل
- سیوییو